# Dortmunder Bachchor
Der Dortmunder Bachchor (Dortmunder Bachchor an St. Reinoldi e. V.) ist der Chor der evangelischen Kirche St. Reinoldi in Dortmund.

## Chöre und Auftritte
In der Stadtkirche St. Reinoldi werden in der Regel dreimal im Jahr große Oratorien vom Dortmunder Bachchor aufgeführt. Die verschiedenen Kantoreien des Bachchores gestalteten in der Stadtkirche zudem regelmäßig die Gottesdienste mit. An kirchlichen Feiertagen sowie zu besonderen Anlässen musiziert der Bachchor mit dem Bachensemble an St. Reinoldi auch Bachkantaten im Gottesdienst. Im jährlichen Sommerkonzert sind alle Kantoreien des Dortmunder Bachchores mit einem A-cappella-Programm zu hören.
Der Dortmunder Bachchor umfasst vier verschiedene Chöre: Dortmunder Bachchor (der Konzertchor), die Kinderkantorei des Dortmunder Bachchores, die Jugendkantorei des Dortmunder Bachchores und die Seniorenkantorei des Dortmunder Bachchores.
Der Bachchor kooperiert in seinen oratorischen Werken mit unterschiedlichen Philharmonien, Ensembles und Solosängern. So wurde in jüngster Zeit mit der Philharmonie Südwestfalen, der Neuen Philharmonie Westfalen, der Rhein-Ruhr-Philharmonie, dem Consortium Musica Sacra Cöln musiziert. Seit den Anfängen des Musikfestivals Klangvokal in Dortmund gibt es zudem immer wieder Projekte, die der Bachchor gemeinsam mit Klangvokal initiiert.
Darüber hinaus entstehen immer wieder Einzelprojekte, welche die Ansprüche an die kulturelle Vielfalt des Bachchores unterstreichen. So konzertierte der Bachchor 2018 gemeinsam mit den Dortmunder Philharmonikern im Rahmen eines Memoriam-Konzerts für Peter Wiegmann (Ehrenvorsitzender der Mozart Gesellschaft Dortmund) im Konzerthaus Dortmund oder brachte 2017 die Matthäus Passion zusammen mit dem NRW Juniorballett unter der Leitung von Xing Peng Wang mit einer eigens erarbeiteten Choreographie in St. Reinoldi zum Auftritt.

## Geschichte und Chorleiter
Der heutige Dortmunder Bachchor wurde 1892 an St. Reinoldi gegründet. Er übernahm zunächst liturgische Aufgaben im Rahmen der Gottesdienste. Die Chorleiter wechselten anfangs häufig.

### Carl Holtschneider (Chorleiter 1909–1925)
Carl Holtschneider leitete den Chor von 1909 bis 1925. In dieser Phase wurde die musikalische Aufführungspraxis in St. Reinoldi deutlich verbessert. Im Rahmen des Orgelneubaus wurde die Orgelempore erweitert, sodass Chor und Orchester ausreichend Platz bei Konzerten fanden. So konnten „Kirchenmusiken“ stattfinden, in denen der Reinoldi-Kirchenchor, Instrumental- und Vokalsolisten zusammenwirken. In den Jahren 1911–1914 wurde regelmäßig am Karfreitag die Matthäuspassion von J.S.Bach aufgeführt. Nach dem Ende des Ersten Weltkrieges wurde grundsätzlich über die Gestaltung der Kirchenmusik an St. Reinoldi entschieden. 1920 entstanden aus dem Reinoldi-Kirchenchor der Bachverein Dortmund e. V.

### Gerard Bunk (Chorleiter 1925–1958)
Gerard Bunk leitete von 1925 bis 1958 den Bachverein. In dieser Zeit entwickelte sich die Chormusik an St. Reinoldi in der bis heute bestehenden Form: drei großen Oratorienkonzerten im Jahr, daneben Motettenkonzerte sowie regelmäßiges Gottesdienstsingen. Während des Dritten Reiches sollte der Bachverein auf Anweisung der Reichsmusikkammer verpflichtet werden, den gemischten Chören Deutschlands beizutreten. Daraufhin wurde eine Namensänderung beschlossen, da die Zugehörigkeit zu St. Reinoldi aus dem bisherigen Namen nicht ersichtlich wurde. Deshalb heißt der Chor ab 1938 Bachverein der Reinoldikirche e. V. Ab 1945 musste der Chor für Aufführungen in auswärtige Kirchen ausweichen, weil alle evangelischen Kirchen in der Stadtmitte Dortmunds im Krieg zerstört wurden. Ab 1954 waren wieder erste Kirchenmusiken und die Proben in der teilrenovierten Reinoldikirche möglich. 1956 erfolgte die Wiedereinweihung der St. Reinoldikirche. Es stand keine Orgelempore mehr zur Verfügung und der Chor musste seine Aufführungspraxis ändern. Seitdem erfolgt die Konzertaufstellung auf und vor den Stufen zum Chorraum.

### Eduard Büchsel (Chorleiter 1960–1980)
Von 1960 bis 1980 leitete Eduard Büchsel den Chor. Unter seiner Leitung wurden vermehrt große oratorische Werke einstudiert und das Mottetensingen trat etwas in den Hintergrund. Außerdem erfolgten Rundfunk- und Fernsehaufnahmen und eine Schallplattenaufnahme der Matthäuspassion. Der Bachchor unternahm seine ersten Chorreisen nach England und in die Niederlande. 1972 erfolgte eine weitere und letzte Namensänderung in Dortmunder Bachchor an St. Reinoldi e. V.

### Gerolf Jacobi (Chorleiter 1980–2005)
Gerolf Jacobi übernahm die Chorleitung von 1980 bis 2005. Die großen Oratorien von Mendelsohn wurden einstudiert und die Aufführung zeitgenössischer Werke von Martin, Poulenc, Britten und Bernstein waren seiner Initiative zu verdanken. Wegen der großen Nachfrage der Zuhörer wurde unter seiner Ägide die zweite Aufführung des Weihnachtsoratoriums etabliert, diese Aufführungspraxis hat bis heute Bestand.

### Klaus Eldert Müller (Chorleiter 2005–2018)
Unter der Leitung von Klaus Eldert Müller brachte der Chor große Oratorien aus allen Epochen zur Aufführung. Gerard Bunks einziges Oratorium – für den Bachchor komponiert – wurde von Klaus Eldert Müller einstudiert und erstmals in der Reinoldikirche aufgeführt. Auf Initiative von Klaus Eldert Müller wurde ein lebenslanges Singen im Bachchor möglich – von der Kinder- bis zur Seniorenkantorei. Klaus Eldert Müller gründete im Herbst 2005 die Seniorenkantorei an St. Reinoldi, 2010 erweiterte er seine musikalische Arbeit um eine Kinder- und Jugendkantorei.

### Ansgar Kreutz (Chorleiter – interimsweise im Jahr 2018)
Während der Vakanz des Kantors an St. Reinoldi und bis zur definitiven Stellenbesetzung übernahm der Kirchenmusiker Ansgar Kreutz die Chorleitung der Dortmunder Bachchores.

### Christian Drengk (Chorleiter seit 2019)
Christian Drengk wurde in Weimar geboren, studierte in Freiburg Kirchenmusik, Orchesterleitung und Klavier und schloss sein Solistendiplom im Konzertfach Orgel mit Auszeichnung ab. Von 2009 bis 2015 war er Kantor an der Auferstehungskirche in Freiburg und wurde 2015 als A-Kirchenmusiker in die Freiburger Ludwigsgemeinde berufen. Als Dirigent leitete er über mehrere Jahre den Universitätschor der Albert-Ludwigs-Universität Freiburg und das „bachensemble freiburg“. Seit 2019 ist Christian Drengk als neuer Reinoldikantor im Amt und hat damit auch die Chorleitung des Dortmunder Bachchores an St. Reinoldi übernommen. Er ist mit der Kirchenmusikerin, Pianistin und Organistin Annette Drengk (* 1990 in Esslingen) verheiratet.